# Обер, Жан-Луи (баснописец)
Жан-Луи Обе́р (15 февраля 1731, Париж — 10 ноября 1814) — французский поэт, баснописец, журналист и критик.
Родился в семье скрипача и композитора Жака Обера. Окончил Наваррский коллеж, после чего избрал церковную карьеру. С 1751 года сотрудничал как критик в «Affiches Annonces et Avis Divers», с 1752 по 1772 год работал в основанной им «Affiches et Annonces de Province» (также в качестве критика), затем был сотрудником «Journal des Beaux-Arts». Был противником энциклопедистов. В 1773 году занял должность заведующего созданной специально для него кафедры французской литературы в Коллеж де Франс в звании профессора и занимал её до 1784 года; одновременно в 1774 году был назначен директором «Gazette de France». В ноябре 1784 года получил должность королевского цензора, особое внимание уделяя цензуре иностранных газет.
Его главное сочинение — сборник басен «Fables et œuvres diverses» (Париж, 1775). Вольтер был о баснях его высокого мнения, которого не разделял Ла-Гарп. Другие его работы: «Contes moraux sur les tableaux de Greuze» (1761—1763) и «Mort d’Abel et le Vœu de Jephté» (1765).